# Ctenopterella khaoluangensis
Ctenopterella khaoluangensis là một loài thực vật có mạch trong họ Polypodiaceae. Loài này được (Tagawa & K. Iwats.) Parris mô tả khoa học đầu tiên năm 2007.